# Палац Дуеньяс (Севілья)
Палац Дуеньяс (Palacio de las Dueñas) — палац, розташований в місті Севілья, Андалусія, Іспанія. Належить дому Альба. Він був побудований наприкінці XV століття в стилі готики — мудехару та ренесансу. Палац є одним із головних історичних будинків архітектурної та мистецької спадщини міста. В ньму розташована велика колекція картин, скульптур і витворів декоративно-прикладного мистецтва XVI-XX століть. 3 червня 1931 року палац був оголошений об'єктом культурної спадщини Іспанії, оскільки має велику історичну та мистецьку цінність.
В цьому маєтку народилися поет Антоніо Мачадо, Карлос Фалько і Фернандес де Кордова, V маркіз Гріньйон та маркіз Кастель-Монкайо, гранд Іспанії.
Це був будинок Каєтани Фіц-Джеймс Стюарт, XVIII герцогині Альба де Тормес. В 1947 році тут вона відзначила своє перше весілля, а 5 жовтня 2011 року тут вона вийшла заміж втретє.
Ініціатором відкриття палацу для туристичних відвідувань (2016) став Карлос Фіц-Джеймс Стюарт і Мартінес де Ірухо, XIX і нинішній герцог Альба-де-Тормес. Зараз це місце є одним з найбільш відвідуваних пам'яток Севільї.

## Історія
Палац був побудований наприкінці XV століття в часи економічного розквітку в цьому регіону, тоді ж в Севільї були збудовані Палац Алькасар і Будинок Пілата. Він був побудований сім'єю Пінеда, лордами Касабермехи. Рід Пінеда походив з Вальдеговії, провінція Алава. Члени родини Пінеда оселилися в Севільї, принаймні, з початку XV століття. 
Хуан де Пінеда був мером міста. Він мав кілька будинків в районі Сан-Хуан-де-ла-Пальма.  Від першого шлюбу він мав двох синів: Педро та Хуана. Пізніше Педро змінив батька на посаді мера та став володарем Касабермехи..
В 1496 році Хуан де Пінеда продав свої маєтки доньї Каталіні де Рібера, вдові губернатора дона Педро Енрікеса,  бо, на думку історика XVII століття Дієго Ортіс де Суньїга, йому було потрібно викупити Педро де Пінеда з полона маврів.
Донья Каталіна де Рібера почала масштабну реконструкцію маєтку, перетворивши його на готичний будинок мудехар. Вона також додала до Палацю каплицю.
У 1505 році маєток успадкував її син Фернандо Енрікес де Рібера.  Він завершив оздоблення каплиці.  У 1516 році за його дорученням Алонсо де Леон розписав галереї.  В 1517 році Фердинанд докупив кілька будинків у Братства Сан-Бернардо. Так між 1515 і 1522 роками маєток перетворився на ренесансний палац  з елементами стилю Платереск. Особливий вклад в формування палацу вклала вдова Фернандо Енріке де Рібера-і-Кінонес Донья Інес де Портокарреро  (пра-прабабуся Ани де Веласко-і-Хірон).
У 1546 році палац успадкував Фернандо Енрікес де Рібера-і-Портокарреро.  Між 1571 і 1572 роками маєток було відреставровано, додано нових елементів та відновлено сади. 
У 1595 році палац перейшов до Енрікеса де Рібера-і-Кордова, маркіза Вільянуева-дель-Ріо. 
Його спадкоємиця, Антонія Енрікес де Рібера, V маркіза Вільянуева-дель-Ріо, 9 лютого 1612 року вийшла заміж за Фернандо Альвареса де Толедо-і-Мендоса, IV герцога Альба-де-Тормеса. Після цього палац став власністю дому Альба. 
Назва палацю пов'язана з тим, що він знаходився поруч з монастирем Санта-Марія-де-лас-Дуеньяс, заснованим у 1251 році. Тут проживали черниці та слуги Святого Фердинанда та Альфонса X Мудрого. У 1868 році монастир був знищений.

## Архітектура

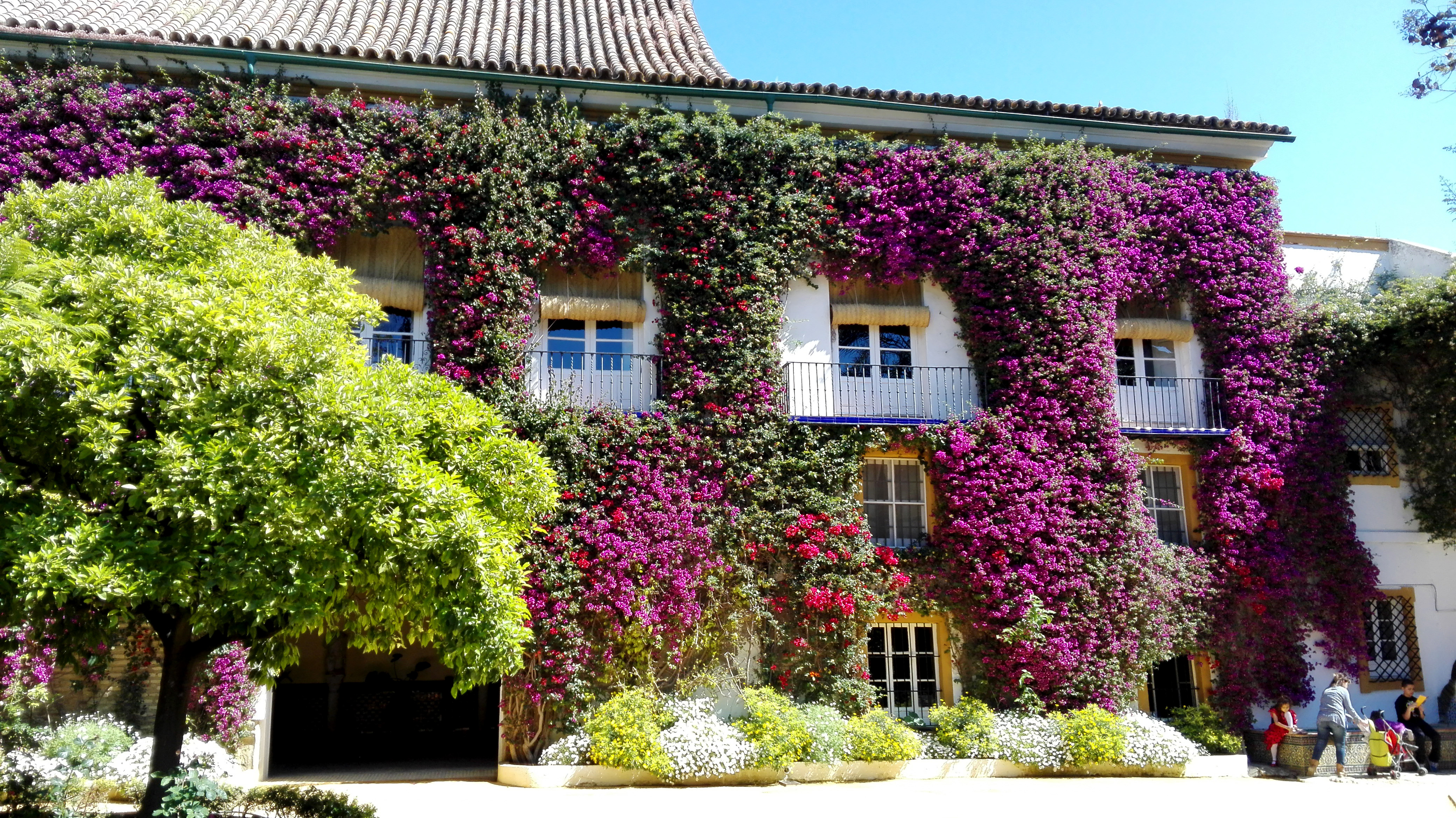
Фасад палацу Дуеньяс

Палац складається з ряду внутрішніх дворів і будівель. Стиль коливається від готичного до мавританського та ренесансного та нагадує Каса де Пілатос (Будинок Пілата) та Каса-де-лос-Пінело.
Портал (головний вхід) був побудований XII Герцогом Альбою в 1771 році та прикрашений гербом Герцога. Він веде в перший сад, де ростуть апельсинові, пальмові та миртові дерева. Сучасний дизайн його ландшафу розробив Якобо Фіц-Джеймс Стюарт між 1910 і 1920 роками. 
Палац має два внутрішніх дворика: патіо при головному вході та Олійний дворик. Фонтан у патіо між 1530 і 1540 роками був оздоблен плиткою,  виготовленою братами Пулідо, його центральні кам'яні елементи були відремонтовані в 1571 році.  Колони з білого мармуру виготовлені в генуезькій майстерні приблизно у 1540 році. . У 1910-1920 роках до них були добавлені зображення Геральдичних гербів роду.   Арки верхнього поверху мають штукатурку XV століття,   вони були покриті мудехарськими альфісами. У фризі патіо та в дверних отворах залів  також є гіпсові роботи початку XVI століття. У залах є мудехарські гіпсові фризи часів Каталіни де Рібера. 
У північно-західній частині верхньої галереї розтошовані фрески мудехар другої половини XV століття. В верхніх та нижніх галереях можна почити фрески, виконані в 1516 році Алонсо де Леоном. 
Черепиця на даху нижніх галерей виготовлена братами Пулідо у XVI столітті. 
Палац має довгі проходи. Як і в Будинку Пілата, його сходи знаходяться під склепінчастим дахом.  На верхньому поверсі розташована кімната, стеля якої має восьмикутну форму і прикрашена золотим альфар'є.
На території палацу було одинадцять патіо, дев'ять фонтанів та понад 100 мармурових колон. З них залишився лише один патіо, оточений галереєю з колонами.  Біля входу до палацу, в головній арці, є плитковий герб герцога Альби, виготовлений Тріаною Севільською в XVII або XVIII столітті. У садах проростають унікальні рослини. Казковий фасад із бугенвілей є символом палацу.
На території маєтку є чотири сади, що розташовані на півночі, півдні, сході та північному заході. Одним із них є Лимоний сад. Сад внутрішніго дворику, відповідно до традиційного ісламського стилю, поділен на чотири частини. По його території прокладені кахельні доріжки, в центрі є фонтан.  За садом розташоване патіо, оточене арками з колонами з білого мармуру. Арка з західної сторони патіо веде до каплиці. Однак каплиця XV століття постраждала під час реставрації.
У XIX столітті Якобо Фітц-Джеймс Стюарт і Вентімілья, XV Герцог Альба, розділив палац на апартаменти та здав їх в оренду приблизно дванадцяти родинам. 
Якобо Фіц-Джеймс Стюарт і Фалько, XVII Герцог Альба і X Герцог Бервік, президент Королівської академії історії, в XX столітті розпочав велику реставрацію палацу. Марія дель Росаріо Каєтана Фітц-Джеймс Стюарт, XVIII Герцогиня Альба та XI герцогиня Бервік, провела нові реставраційні та ремонтні роботи. 
У 2016 році Чарльз Фітц-Джеймс Стюарт відкрив палац для туристів. У 2018 році газета New York Times та видавництво Lonely Planet порекомендовали його відвідування.
21 січня 2024 року палац відвідала Гілларі Клінтон разом з президентом регіонального уряду Андалусії Хуана Мануеля Морено Бонільї та герцогинією Монторо Євгенії Мартінес де Ірухо.

## Колекція творів мистецтва

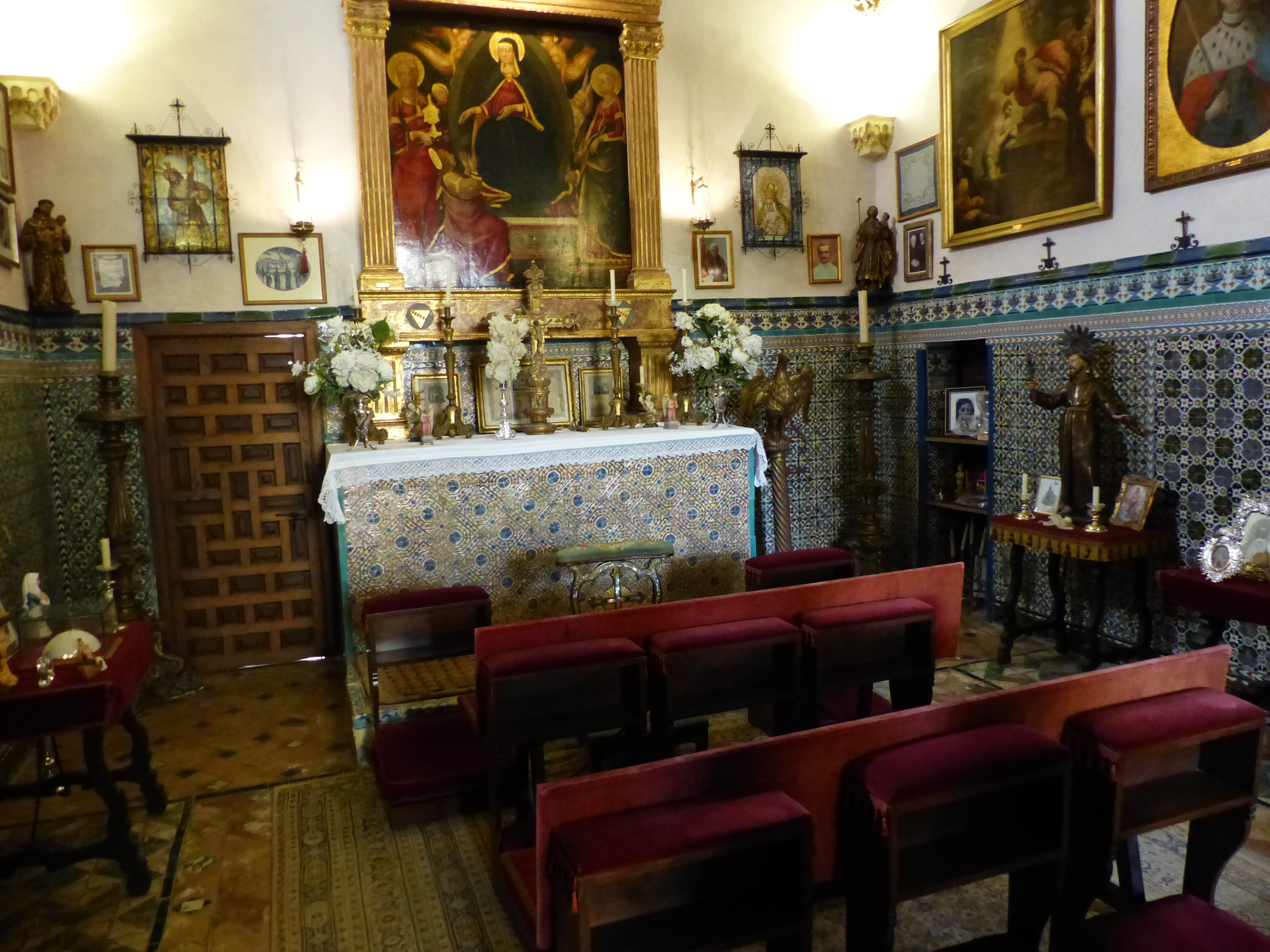
Каплиця Палацу.

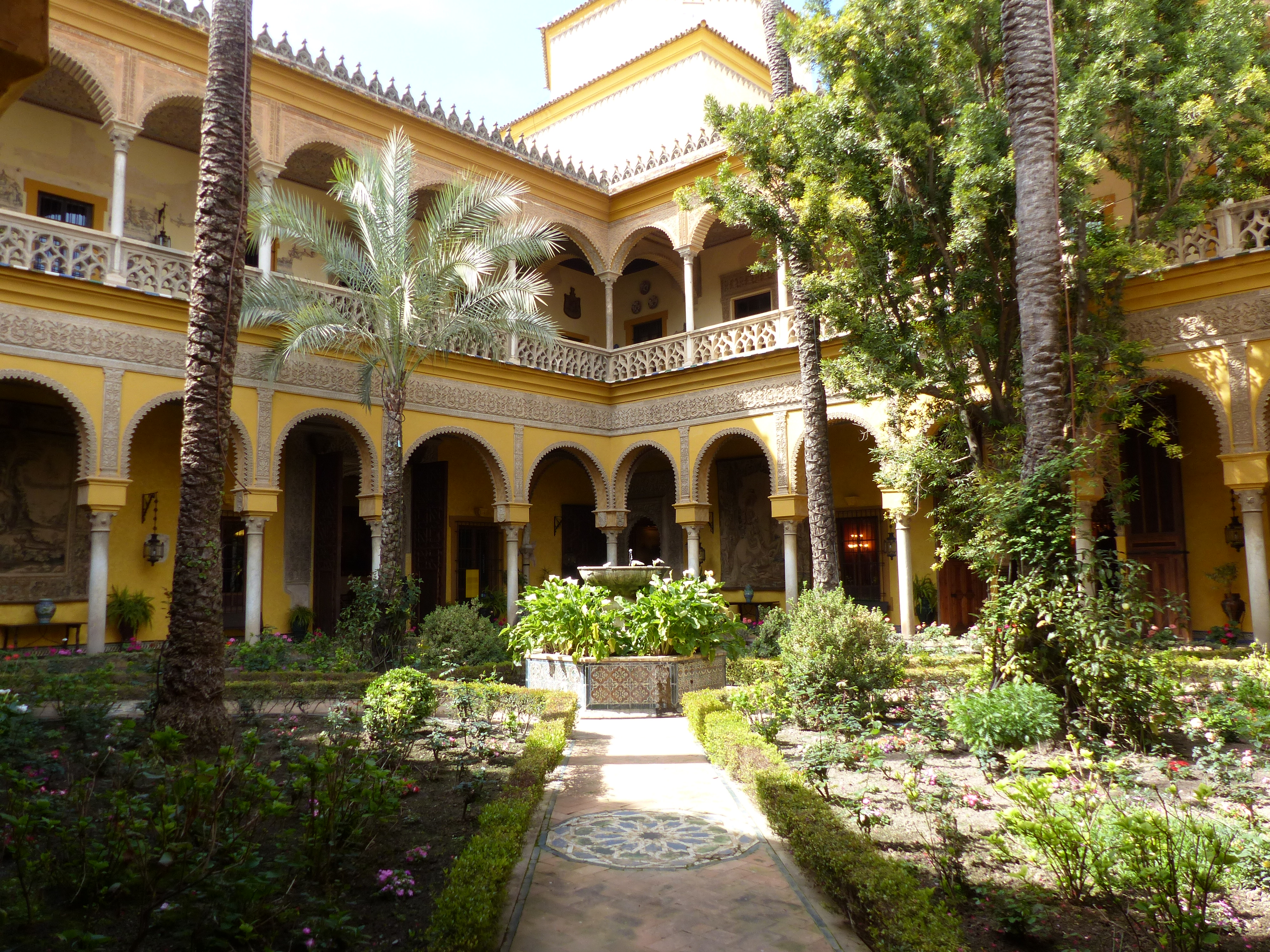
Фрагмент монастиря палацу Дуеньяс.

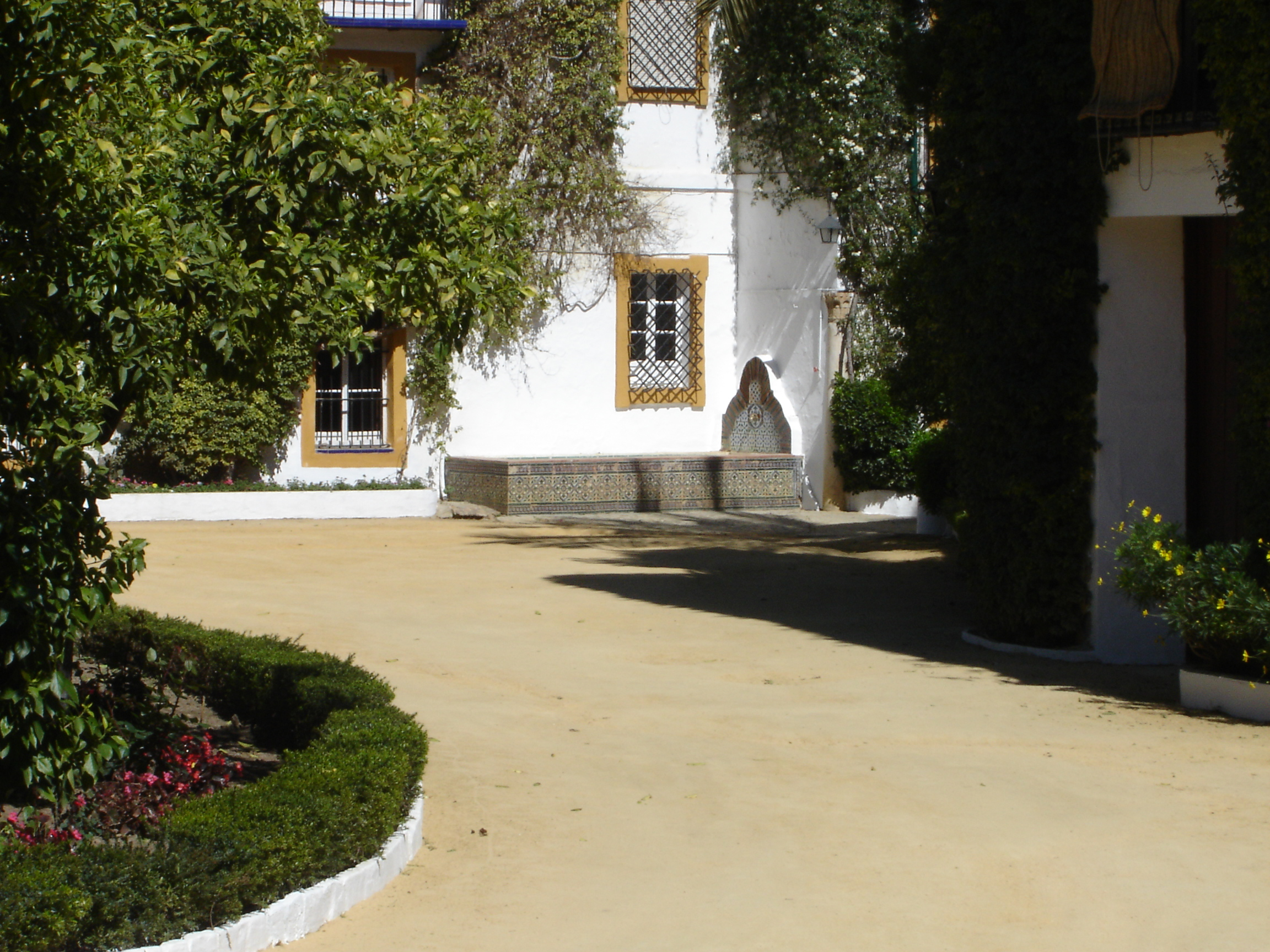
Патіо, сади та фонтан.

Загальна площа маєтку складає 9000 квадратних метрів. Близько двох третин її забудовано. 
Однією з головних визначних пам'яток палицу є велика колекція різних творів мистецтва. Всі вони захищені андалузьким законодавством, заборонено їх продавати, вони постійно повинні бути в палаці.
Так, в палаці нараховується 1425 предметів різних творів декоративного мистецтва. Також є велика колекція італійського та іспанського живопису XVI та XVII століть. До речі, це лише невелика частина художньої колекції сім'ї Альба, більшість речей знаходиться в мадридському палаці Лірія. Окрім цього, в Палаці Дуеньяс є значна колекція антикварних меблів, кераміки, старовиних та сучасних скульптур. Також є фламандські гобелени XVI та XVII століть, старовинна мозаїка та багато інших творів мистецтва.

##### Патіо
В патіо розташовані старовинні римські скульптури: три скульптури I століття до н. е. (Голова фавна, Бюст римського та Бюст Діани-мисливиці), Скульптура імператора Траяна (I століття), п’ять скульптур II століття (Голова друза, Голова Тиберія, Голова римлянина, а також Бюсти імператора Августа в тозі та Пріапа) та Голова Нерона (III століття).
В археологічній колекції палацу також є Іберійський лев з Олівареса та фундамент вежі Ель-Карпіо. 
В патіо також розіщено два гобелени XVIII століття з гербом герцога і чотири попони XIX століття з гербом герцога.
В кімнаті поруч з патіо розташовані шість картин XIX-XX століть. Серед них дві картини невідомих авторів XIX століття: Мавританський дворик зі ставком у Гранаді та Сад з перголою, гаєм і будівлями та чотири картини XX століття: Фестиваль фламенко (Хуан Мігель Санчес), Вид з балкона на Севілью з Хіральдою на задньому плані (Густаво Бакарісас), Види Костумбріста. Жінка з гітарою, що співає перед публікою (А. Мадуеньо), Вигляд Кармен з Гренади (Енріке Марін Ігеро).

##### Кімната Богородиці
В кімнаті, що зветься Кімната Богородиці, розташована картина Богородиці Рози (XVII-XVIII століття). Крім того, тут є скульптура святих Юсти та Руфіни (XX століття) та скульптура XIX століття, що відображає танцюючих селянина та селянки. Також тут можна побачити афішу 1840 року кориди в Херес-де-ла-Фронтера.

##### Вітальня
В вітальні поруч з патіо розташовані картини на тему кориди: сім картин Хоакіна Дієса (XIX століття) з зображенням кориди та три картини, що зображають биків на пасовищах (анонім, XIX століття). Окрім цього, тут є дві картини Мануеля де ла Роса: Жінка в блакитній сукні на балконі та Жінка з червоною шаллю на мавританському балконі (XIX століття). Також є два старі афіші до свята Весни.
У палаці зберігається карета XVIII герцогині Альба, яку вона використовувала під час Весняних свят та на своєму весіллі в 1947 році.

##### Каплиця
У притворі каплиці розташовані чотири картини XVI століття: Зішестя Христа (Аннібал Карраччі), Кардинал Іньїго Лопес де Мендоса-і-Суньїга (анонім), Себастьян Португальський I (Софонісба Ангісола), Благовіщення (Бароччо з Урбіно), чотири картини XVII століття: Терновий вінець (Хосе де Рібера), Антонія де Аро і Гусман (анонім), Святий Губерт (анонім), Святий Антоній Падуанський і Свята Тереза від Ісуса (Лука Джордано), дві картини XIX століття: Свята Женев'єва (А. В. де Лілі) та Святі Юста і Руфіна (копія картини Мурільо). Також є зображення анонімного автора XVIII століття сцен полювання та риболовлі.
Склепіння ярусів каплиці опираються на полиці, прикрашені скульптурами ангелів, що несуть з боку Євангелія кліщі, молот, колону та хрест, а з боку Епістолії - терновий вінець, Пресвятий Лик та спис.  Каплиця має кахельні постаменти початку XVI століття. 
Вівтарний образ із зображенням святої Катерини Сієнської серед святих написав Нері ді Біччі наприкінці XV століття,.  На ньому зображені Христос циган (йому була дуже віддана XVIII герцогиня Альба де Тормес), Богородиця Макарена та Ісус - Божа сила.
У каплиці є дві картини Хуана де Вільольдо (XVI століття): Хрещення Христа Святим Іоанном Хрестителем та Мучеництво Святого Іоанна Євангеліста у чані, дві картини Франсиско Антолінеса (XVII століття): Поклоніння пастухів Немовлятові Ісусу та Втеча Святого Сімейства до Єгипту) та дві картини невідомих авторів: Діва Гваделупська (XVIII століття) і Сан-Фернандо (XIX століття). В каплиці також знаходиться Розп'яття XVII століття та скульптура Святого Антонія Падуанського анонімного автора XIX століття.

##### Бібліотека
Стеля бібліотеки виконана в стилі мудехар з рослинними малюнками та геральдичними гербами. В бібліотеці розташована картина невідомого автора XVIII століття Амалія Саксонська. Також є п’ять пейзажів. Три з них намалював у XIX столітті Клеман Кастеллі: Гірський пейзаж, Лісовий пейзаж та Лісовий пейзаж: Засніжена стежина в лісі. Є картина Мір'яма Куйтенбрауера (XIX століття) Лісовий пейзаж: узлісся та картина Пейзаж. Озеро чотирьох пагорбів (Олександр Каламе, дата невідома). Ще в бібліотеці розміщені чотири картини XIX століття: Пастух на околиці Риму (Якоб Філіп Хакерт), Кінь у стайні (Альберт), Інтер'єр залу палацу (Ш. Жіро) та Кардинал Людовіс (анонім). Також є афіша бою биків, проведеного Королівською кавалерійською академією, зроблена невідомим автором в 1826 році. Поряд з нею стоїть мармурове погруддя жінки XIX століття.

##### Зал афіш
У залі афіш зберігаються старовинні афіші до Свята Весни кінця XIX-початку XX століття, костюм тореадора, що іспанський тореадор Курро Ромеро подарував XVIII герцогині Альбі, та плащ тореадора Хосе Марії Дольс Сампер.

##### Сходи
Парадні сходи були відремонтовані в 1571 році теслею Мартіном Інфанте, який пізніше став старшим майстром в майстерні Алькасара. Вздовж них розташовані три картини XVII століття: Вручення ключів від міста Севілья королю Святому Фердинанду (Мануель Суарес), Дама (анонім) та Чоловік (анонім) та наступні картини XVIII століття: Морська битва (анонім), Портрет графа Аранди на коні (Хоакін Інза), Санта Хуста (приписується Хуану де Льяносу Вальдесу), Свята Руфіна (приписується Хуану де Льяносу Вальдесу), Божественний пастир душ (анонім), Педро де Алькантара, герцог Ихара (Антоніо Веласкес), Рафаела Палафокс, герцогиня Ихар, з сином (Антоніо Веласкес). Також тут розміщено фламандський гобелен XVII століття та інші витвори мистецтв XVIII століття.
У верхній галереї знаходиться фламандський гобелен XVIII століття та князівська кераміка герцога Альби XVII століття.
У Китайській кімнаті є дві картини невідомих авторів XIX століття: Маха з шалею та Непорочне Зачаття.

##### Головна їдальня
У передпокої головної їдальні розташована картина Андреа Ваккаро (XVII століття) Свята Марія Магдаліна. анонімна копія картини Корреджо XVIII століття Богоматірз Кроликом або Зінгарела, три інших картини XVIII століття невідомих авторів: Процесія віце-короля в місті Палермо, Процесія на Свято Божого Тіла в місті Палермо, Релігійна церемонія в соборі Палермо. Є дві картини XIX століття: невідомого художника Маха на балконі та картина К. Верієза Залицяння тореадора до махи. Також тут стоїть бронзовий бюст Пастори Імперіо, зроблений Маріано Бенліуре в 1916 році, та жилет з костюма тореадора Еспартеро.
У головній їдальні розтошовані такі картини: Вид на Римський форум (Джованні Паоло Панніні, XVIII століття), Дитячий портрет Каєтани де Альби на коні (Ігнасіо Сулоага, близько 1939 року),  Бланка де Санчес (Мануель Кабрал Агуадо-Бехарано, XIX століття), Пепейо (Мануель Кабрал Агуадо-Бехарано, XIX століття). Також є три гобелени XIX століття з гербом герцога Альби. Серед інших предметів є китайська ширма XVIII століття з ландшафтами та будівлями.

##### Зал Гітани
Зал Гітани назван на честь бронзової скульптури танцівниці Фламенко Гітана, зробленої Маріано Бенлюре в XX столітті. Цей зал також називають Бальним залом. В ньому зберігаються гобелени XVII століття, як фламандського походження, так і з Брюсселя з майстерень Франса ван ден Гекке та Яна Рейса Молодшого.
У цьму залі знаходяться дві картини невідомих художників XVI століття: Пірам і Фісба та Соломія отримує голову Іоанна Хрестителя, дві картини XVII століття: Створення Єви (Франческо Фуріні) та Картини життя Св. Карла Борромео (Джуліо Чезаре Прокаччіні), чотири картини XVIII століття, дві з яких написав Марко Маракуола, дві інших невідомого художника (Будівництво Ноєвого ковчега та Навантаження Ноєвого ковчег),  вісім картин XIX століття, в тому числі два натюрморти Рікардо Вільєгас, а також: Пасовище на березі річки (Паскуаль Альварес), Фестиваль фламенко: Танцівниця фламенко на столі та група фламенко з трьох чоловіків і двох жінок (Руїс Навас), Андалузька гравюра: Продавець пропонує квіти двум махам (анонім), Бандити на березі Гвадальквіру (Мануель Баррерас), Пейзаж із сценою випасу (Мануель Баррон, Каррілло), Прохання гостинців у продавця апельсинів (Хосе Марія Хардінес). Також тут є картина XX століття Жінки в шалях та накидках на ярмарку (Гонсало Білбао).

##### Відділ Монтельяно
У відділі Монтельяно є картина невідомого автора XVII століття Свята Розалія, три картини XVIII століття: Генерал Белісаріо отримує милостиню на руїнах палацу (Джованні Паоло Панніні), VIII Граф Монтіхо (копія картини Вісенте Лопеса), XII герцог Альба (копія картини Менгса). Тут же розташовані картини XIX століття,дві з яких написав Франциско Ретро (Вид на Венеціанську лагуну та Вид на Великий канал у Венеції), а також наступні: Догляд за воїном в будинку (Л. Лінгеман), Селянин годує собаку в магазині (М. Марі Гевілі), Дама з віялом в стилі гойї (Діла), Натюрморт із вазою, віялом, книгою та розарієм (Х. Гонсалес Коронадо) та дві картини зі сценами кориди невідомого автора. Також є гобелен XIX століття невідомого автора, оздоблений стрічками та рослинними мотивами. XX століття у цьоі відділі представлено трьома картинами: Тореадор (Гарсіа Лупіаньєс), Жінка, що танцює з кастаньєтами (А. Лаурі), Вид на патіо Палацу Дуенья (Луїс Уідобро).

##### Музична зала
Музична зала має дах у формі восьмикутного купола,  який був виготовлений за часів Каталіни де Рібера. У цій залі розташовано сім картин XIX століття, з них три портрета пензля Федеріко Мадрасо: (Франциска Портокарреро-і-Палафокс, Марія Кіркпатрік де Клозберн, Євгенія де Гусман), дві написав М. Родрігес (Маха танцює в присутності пари та Танець махи), картина Карлоса Луїс де Рібера Якобо Фіц-Джеймс Стюарт-і-Вентімілья та Діяч в іспанській накидці Ф. Ф. Каріані. Є дві картини XX століття: Якобо Фіц-Джеймс Стюарт і Фалько (Хоакін Соролла)  та Соль Стюарт-і-Фалько (Фернандо Альварес де Сотомайор). Також тут зберігаються чотири фламандські гобелени.

##### Блакитна кімната
Стеля блакитної кімнати виготовлена за часів Каталіни де Рібера.. Вона має кесонський формат у стилі мудехар, по ній розташовані фрази, присвячені Діві Марії. В блакитній кімнаті є картина Кузня Вулкана (також відома як Мідники) Якопо Бассано, XVI століття. та Натюрморт із квітів невідомого автора XVIII століття. Також тут знаходяться картини XIX століття: портрет танцівниці Хосефи Варгас (Антоніо Марія Есківель), Марія Франциска де Салес-і-Портокарреро, герцогиня Альба (Федеріко Мадрасо), два портрети невідомих авторів (Єлизавета II у дитинстві та Маркіза Аріза з сином Карлосом Мігелем, герцогом Альби-і-Бервіка), дві роботи Андрес Кортеса-і-Агілар: Пейзаж з рибалками та Пейзаж з пастухами, Танцівниця (Мануель Кабраль Агуадо-Бехарано), Андалузька гравюра: танцівниці (Валеріано Домінгес Бекер), Сеньйора в світло-блакитній сукні (Антоніо Марія Есківель), Роздуми: андалузька жінка у чорній пелерині сидить (Хуліо Ромеро де Торрес). Ще є одна картина XX століття: Конусний гребінець фалера, квіти та віяло (Е. Англада-Камараса).
Також в блакитній кімнаті зберігаються глиняні статуетки XIX століття. Частина їх вироблена в майстерні Хосе Куберо Габардона: Двоє жителів Ронди в старовинному одязі, Сидячий чоловік із Ронди в старовинному одязі, Тореадор із Ронди, Чоловік із Ронди з шапочкою та Танцівниця в старовинному одязі.  Також є глиняна статуетка з майстерні Леона Чоловік із Ронди в старовинному одязі та глиняні статуетки невідомих майстрів: Чоловік з Ронди в старовинному одязі з гітарою, Жінка з Ронди на коні та Чоловік з Ронди на коні. Також в цій кімнаті є два гобелени XIX століття.

##### Олійний дворик - сходи
На західній стороні палацу знаходиться Олійний дворик, в центрі якого розташован кахельний фонтан. На підлозі збереглися залишки бруківки XV століття. Стіни цього дворика, як і стіні головного патіо, розписані фресками. Вважають, що вони зроблені в 1516 році Алонсо де Леоном. 
На верхньому поверсі Олійного дворика є низка кімнат, до них ведуть сходи, на яких розміщені картини XIX століття: два портрети пензля Федеріко Мадрасо: Андрес Авеліно де Сілва, герцог Алиага та Ізабель Камбелл, герцогиня Аліага, дві картини невідомих авторів: Сеньйорита та Сидяча дама з віялом картина Гюстава Буланже Араб з рушницею в горах та картина Мануеля Бенедіто Пастора Імперіо з гребінцем та шаллю, а також картина невідомого автора XX століття Інтер'єр арабського палацу та гобелен XIX століття.

##### Олійний дворик - верхній поверх
На верхньому поверсі є відділ з великою художньою колекцією. Тут є картина невідомого автора XVII століття Богородиця та Свята Катерина Сієнська. Також представлені художні полотна XIX століття: дві картини Ф. Пла (Хіральда та Золота вежа), дві картини Хосе Гарсія Рамоса Повсякденна картина на вулиці Севільї та Залицяння: кабальєро сидячи на стіні розмовляє з дівчиною, дві картини невідомих авторів (Альфонсо XII та Вид на Венецію), Прощання пікадора (Х. Чавес), Кабальеро у синьому жакеті (Федеріко Мадрасо), Вечірка фламенко у виноробні (Луїс Гарай), Маха в білій пелерині (Рікардо Арамбуру), Марія дель Росаріо Фалько і Осоріо, XVI Герцогиня Альба у сільському вбранні з гарроча (Хоакін Ваамонде Корніде), Вид на порт Пальма-де-Майорка (Вісенте Мулет), Молода жінка в синьо-чорному плащі (Джон Фредерік Льюїс), Інтер'єр патіо в Гранаді (Енріке Марін Ігуеро). Є два ескіза XIX століття: Ескіз жінки з шаллю, перелиною та віялом (Густаво Бакарісас) та Ескіз до картини Улеслива ніч з посвятою «Великому герцогу Альбі, Ф. Бельтран»,
Окрім цього тут є значна колекція творів XX століття. В ній сім картин Мануеля Гарсіа Родрігеса (Вид на монастир Сан-Беніто де Калатрава, Вид на Севілью з Гвадалквівіру, Розмова біля колодязя в Ла-Хара, Прогулянка по ярмарок в Севільї та три картини вікон із гратами), три картини Альфонсо Гроссо (Циган несе сідельні сумки, Інтер'єр монастиря, Процесія на Страсний тиждень в Севільї), дві картини Росаріо-де-Ріваса (Вид на Севілью: річка Гвадалквівір і Торре-дель-Оро та Вид на Севілью: Хіральда з даху), дві картини Мануеля Бенедіто (Сеньйора в блакитному жакеті та Жінка з гребінцем і квітами), дві картини Хоакіна Саенца (Вид на Тріану з річки Гвадалквівір та Циганський притон), дві картини Франсіско Маріна Багеса (Пейзаж з людьми серед дерев та Пейзаж з людьми на дорозі до млина), дві картини Фернандо Лабрада з зображенням дамби в Ель Карпіо. Також представлені такі картини XX століття: Андалузка (Хуліо Ромеро де Торрес), Карнавальна сцена в селі (Еварісто Валле), Сад зі ставком (Хоакін Мір), Марія дель Росаріо Фітц-Джеймс Стюарт і Сільва (Ігнасіо Зулоага), Якобо Фіц-Джеймс Стюарт і Фалько (Рамон Касас), Фламенко (Ерменегільдо Англада Камараса), Замок Кастро Кальделас (Едуардо Чічарро Агуеро), Натюрморт: ваза з квітами (Рафаель Боті), Вечірка фламенко в патіо (Рікардо Лопес Кабрера), Вид на Гранаду (Хосе Каньяверал), Королева Вікторія Євгенія (Анхель Андраде), Сеньйори в шалях на пірсі річки Гвадалквівір (Хосе Вільєгас Кордеро), Жінка в червоній пелерині танцює в саду з видом на Севілью (приписується Густаво Бакарісасу), В саду: пара в саду (Кармен Лаффон), Вершник зпереду (Андрес Парладе), Вершник ззаду (Хосе Чавес Ортіс), Гітана грає на гітарі (Рамірес), Герцогиня Альба в день весілля поруч в супроводі батька (Сантьяго Мартінес Мартін.  Окрім цього є дві картини невідомих авторів (Марина та Жінка з вишитою чорною шаллю), картина з нерозбірливим підписом Балкон в мавританському стилі. Є дві картини з посвятами. Так, картина Від'їзд Дон Кіхота має посвяту «Герцогу Альбі, його друг Дж. М. Карбонеро», та картина Ринок Тетуану ає посвяту «Моєму доброму другові Федеріко Серунчо. М. Бертучі-Тетуанi».
На виставці також представлені ескіз до афіші ярмарку в Севільї з парою танцорів фламенко на конях (Альфонсо Гроссо, XX століття) та ескіз до афіші з танцорами фламенко, що співають у візку з Ель Росіо (Франсіско Гогенлейтер Кастро, XX століття).

##### Імперська кімната
В Імперській кімнаті знаходяться такі портрети: Герцогиня Сантонья (Тіні Рупрехт, XX століття), герцогиня Альба і Бервік (анонім, XIX століття), герцогиня Альба (репліка портрета Федеріко Мадразо, XIX століття), Жінка, одягнена в чорне з синьо-білою смугою та чорною мантилією (анонім, XIX століття) і Якобо Фіц-Джеймс Стюарт і Вентімілья (анонім, XIX століття), герцогиня Медінацелі (анонім,  XIX століття). Крім того, є чотири картини Хоакіна Дієса з коридою XIXстоліття.
Також в Імперській кімнаті зберігається акварельний малюнок палацу, який зробила Джекі Кеннеді,під час свого візиту в 1966 році. На картині є така посвята: «Дуеньяс. Вітальня Євгенії, яку я люблю. Для Каєтани з любов'ю від Джекі».
У палаці є глиняна статуя актриси Пастори Імперіо, яка була зроблена Луїсом Альваресом Дуарте в 2005 році.  В 2006 році між вулицями Веласкеса та О'Доннелл в історичному центрі міста за патронатом XVIII герцогині Альба урочисто відкрили бронзову статую Пастори Імперіо. Вона була зроблена якраз за цією моделлю.

##### Колекція, присвячена Євгенії де Монтіхо
В палаці Дуеньяс також зберігаються предмети, пов'язані з останнєю імператрицею Франції Євгенією де Монтіхо та її чоловіко, імператором Наполеоном III, Євгенія де Монтіхо була родичкою дому Альба. . У Блакитній кімнаті є портрет Евгенії де Монтіхо на коні на ярмарку в Севільї (Мануель Барроном, XIX століття) та порцелянова статуя імператриці, що виготовлена  Саварі з Парижу.
У їдальні знаходиться ще один портрет Євгенії де Монтіхо на коні (Едуард Одієр, 1849). У Китайській кімнаті є два аркуші в рамках про відкриття Суецького каналу в 1869 році. На цьому заході була присутня Євгенія де Монтіхо (канал був французьким проектом).
У музичній залі є картина Євгенії де Монтіхо, написана Філіпом Вільамілем з Ямайки в XIX століття. На парадних сходах і в бальній залі представлені копії картин Франца Ксавера Вінтергальтера XIX століття з Наполеоном III і Євгенією де Монтіхо.  В імперській кімнаті зберігається портрет Євгенії де Монтіхо роботи анонімного художника XIX століття. На сходах, що ведуть від патіо до Олійного дворика, є ще один портрет Євгенії де Монтіхо роботи анонімного художника того ж періоду. Кілька предметів, що належали імператриці, зберігаються в стайнях: її бавовняне сідло з стрічками та китицями, виготовленими в майстерні Гранади, тиснені шкіряні сідельні сумки з мотивами мудехара та мексиканське пончо.
Колекція палацю містить витвори декоративно-прикладного мистецтва XVI, XVII, XVIII, XIX і XX століть: вазони, свічники, крісла, дивани, столи, комоди, вази, дзеркала тощо, годинники XVIII-XX століть.
Тут також зберігся лист французького письменника Проспера Меріме графині Теба, матері Євгенії де Монтіхо, де він розповідає дещо з сюжету свого роману «Кармен», очевидно, натхненний історією, яку вона йому розповіла. Цей документ був виданий у Парижі у 2021 році у вигляді факсимільної копії.
Всі активи палацю вважаються історичною спадщиною Андалусії. Тому сам маєток та об'єкти, що в ньоу містяться, необхідно зберегти в повному обсязі.

## Визначні особи, пов'язані с палацем

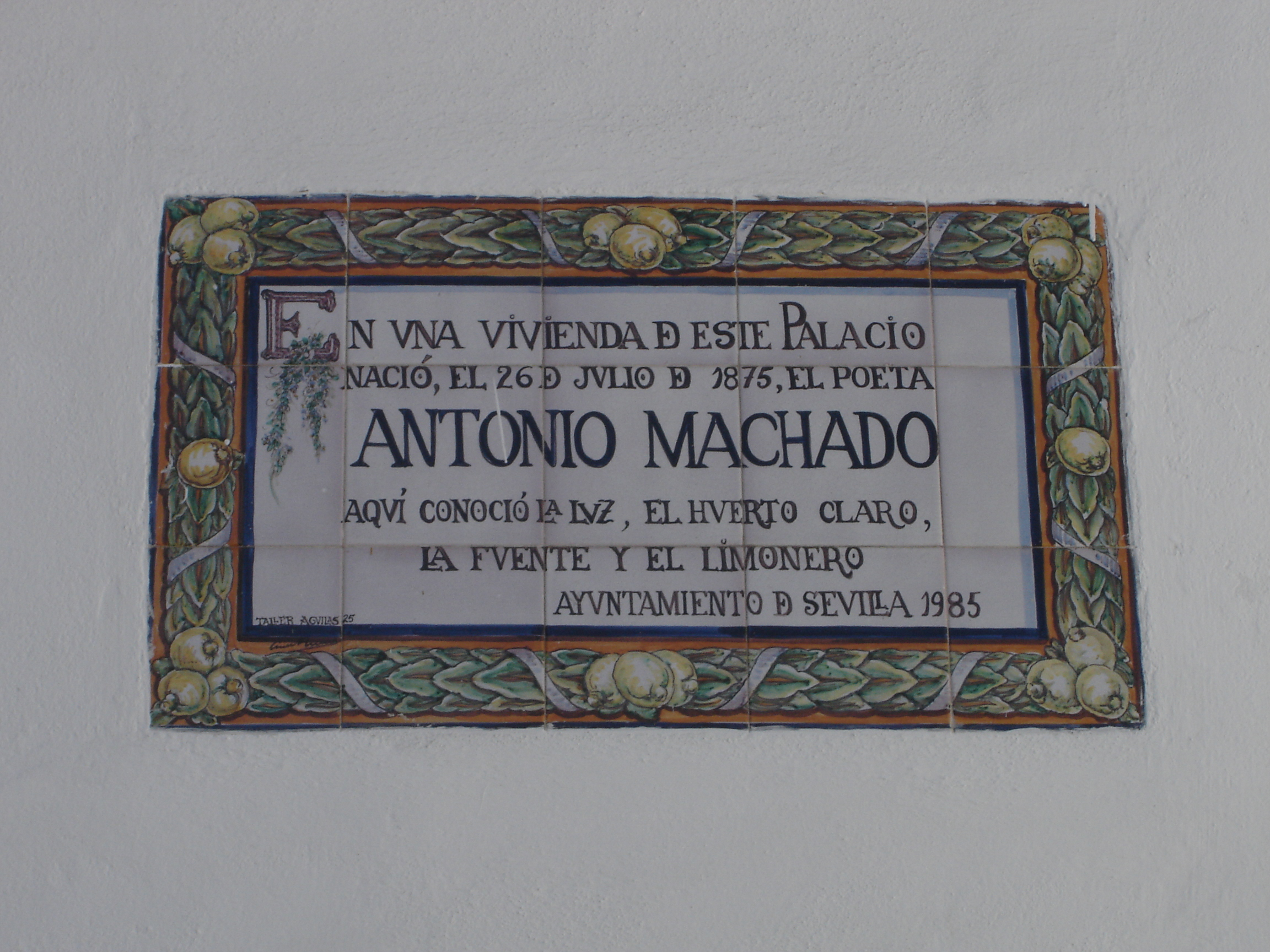
Табличка про те, що тут народився Антоніо Мачадо. Вона розміщена міською радою Севільї в 1985 році біля головного входу на вулиці Дуеньяс.

З Палацем Дуеньяс пов'язана доля багатьох визначних осіб.
Амеріго Веспуччі одружився з Марією Сересо із Севілії приблизно у 1500 році. У романі «Марія Сересо: севільська дружина Амеріко Веспучіо» (2017) оповідається, що познайомила їх подруга Марії Каталіна де Рібера. Тому перші їх зустрічі відбувалися в цьому палаці. Кажуть, що вони також вінчалися в каплиці палацу.
Після розподілу палацу на апартаменти у XIX столітті, в ньому проживали ряд визначних осіб.
В 1808 році в палаці Дуеньяс оселився англієць Генрі Річард Вассал Фокс, лорд Холланд. Це була його третя подорож до Іспанії. В палаці він проводив періодичні творчі зустрічі письменників, поетів, філософів. На цих зібраннях побували Мануель Хосе Кінтана, Мануель Марія де Архона, Еухеніо де Тапіа Гарсія, Антоніо де Капмані, Херонімо де ла Ескосура, Хуан Баутіста Арріаса, Гаспар Мельчор де Ховелланос, Хосе Марія Бланко Вайт. 
У 1875 році до палацу Дуеньяс разом зі своєю дружиною Анною Руис переїхав Іспанський письменник Антоніо Мачадо Альварес 26 липня 1875 році у них народився син, який став відомим поетом та письменником. Це Антоніо Мачадо. Сім'я Мачадо жила в цьому палаці до 1879 року.  У творах Антоніо Мачадо багато згадок про дитячі часи в палаці. 
При вході в палац є пам'ятна табличка, на якіх приведені строки з його сонету CXVII, Портрет, що розміщен у збірці 1912 року Поля Кастилії,
| Оригінальна табличка | Переклад на українську |
| --- | --- |
| El poeta Antonio Machado nació en esta casa en julio de mccmlxxv No la ha olvidado en sus versos: Esta luz de Sevilla... es el palacio donde nací con su rumor de fuente. Mi infancia son recuerdos de un patio y un huerto claro donde madura el limonero \| | Поет Антоніо Мачадо народився в цьому будинку в липні MCCMLXXV. Він не забув цього у своїх віршах: Це світло Севільї... це палац, де я народився, з його джерелом чуток. Моє дитинство - це спогади про патіо та яскравий фруктовий сад, де зріє лимонне дерево |

У біографічних нотатках 1913 року він писав: «Інтер'єр будинку, де я народився, його внутрішні дворики та дахи залишили глибокий слід у моїй душі».
Сусідами сім'ї Мачадо був іспанський художник Гумерсіндо Діас Перес, його брат музикант Крістобаль Діас Пере, художник Бернардіно Гайозо.
В палаці була студія Сальвадор Клементе Перес  У 1896-1897 роках у нього навчався Хуан Рамон Хіменес. Пізніше Хуан Рамон Хіменес віддав перевагу поезії, а в 1956 році він отримав Нобелівську премію з літератури.
У 1927 році в Палаці Дуеньяс був проведений урочистий обід на честь принца Уельського (пізніше Едуарда VIII) та його брата, герцога Йоркського (пізніше Георга VI). 
Євгенія де Монтіхо, дружина Наполеона III, зупинялася в цьому палаці в квітні 1920 року, коли зустрічалась з Альфонсо XIII та його дружиною Вікторію Євгенією.
Винахідник бездротового телеграфу Гульєльмо Марконі, в 1928 році подорожуючи по Іспанії разом зі своєю дружинаою Марією Крістіною Беззі-Скалі, відвідали Севілью та побували в палаці Дуеньяс. Там вони зустрілися з Альфонсом XIII та Вікторією Євгенією.
Відділ Монтеллано палацю  отримав свою назву тому, що наприкінці 1936 року тут зупинялися члени цієї родини.
У XX столітті палац Дуеньяс відвідали композитор Коул Портер та відомий піаніст Артур Рубінштейн. Останній дав тут свій концерт.
У 1966 році в Палаці Дуеньяс відбувся обід в честь Жаклін Кеннеді, де був присутній принц Монако Реньє III з дружиною Грейс Келлі.
В 1947 році в Севільському кафедральному соборі повінчалися XVIII Герцогиня Альба, Каєтана Фітц-Джеймс Стюарт, та Луїс Мартінес де Ірухо. Весілля святкували у палаці Дуеньяс. На банкеті були присутні близько 3000 осіб, багато з яких були представниками вищого суспільства. Бідним жителям міста цього дня було роздано тисячу страв, а батько Каєтани, XVII герцог Альба, виділив по 5000 песет кожній з дев'яти пар Севільї, у якій цього дня теж було весілля.